# Hopf-schakel

Hopf-schakel.

In de knopentheorie, een deelgebied van de topologie, is de Hopf-schakel (of Hopf-link) de eenvoudigste niet-triviale schakel met meer dan één component. De schakel is genoemd naar Heinz Hopf en bestaat uit twee cirkels die precies één keer met elkaar verbonden zijn.